# SM Sanga Balende
Sa Majesté Sanga Balende znany jako SM Sanga Balende – kongijski klub piłkarski grający w pierwszej lidze kongijskiej, mający siedzibę w mieście Mbuji-Mayi.

## Sukcesy
- Linafoot[1]:
  - mistrzostwo (1):  1983.
  - wicemistrzostwo (1): 2014.

- Coupe du Congo[2]:
  - finał (2):  2002, 2021.

## Występy w afrykańskich pucharach
| Sezon | Rozgrywki           | Runda   | Kraj             | Klub                     | Dom | Wyjazd | Dwumecz      |
| ----- | ------------------- | ------- | ---------------- | ------------------------ | --- | ------ | ------------ |
| 1984  | Puchar Mistrzów     | 1       | Rwanda           | SC Kiyovu Sport          | 2–1 | 4–1    | 6–2          |
| 1984  | Puchar Mistrzów     | 2       | Gabon            | FC 105 Libreville        | 0–2 | 0–2    | 0–4          |
| 2001  | Puchar CAF          | 1       | Gwinea Równikowa | Deportivo Mongomo        | –   | –      | –            |
| 2001  | Puchar CAF          | 2       | Kamerun          | Coton Sport FC de Garoua | 2–2 | 0–2    | 2–4          |
| 2015  | Liga Mistrzów       | wstępna | Angola           | Recreativo Libolo        | 2–0 | 1–3    | 3–3          |
| 2015  | Liga Mistrzów       | 1       | Kamerun          | Coton Sport FC de Garoua | 2–0 | 0–0    | 2–0          |
| 2015  | Liga Mistrzów       | 2       | Sudan            | Al-Hilal Omdurman        | 0–1 | 0–1    | 0–2          |
| 2015  | Puchar Konfederacji | 3       | Egipt            | Zamalek SC               | 1–0 | 1–3    | 2–3          |
| 2017  | Puchar Konfederacji | 1       | Sudan            | El Hilal SC El Obeid     | 1–0 | 0–1    | 1–1 (k. 3–5) |

## Stadion
Domowe mecze klub rozgrywa na stadionie o nazwie Stade Tshikisha w Mbuji-Mayi, który może pomieścić 8000 widzów.

## Reprezentanci kraju grający w klubie od 2012 roku
Stan na kwiecień 2023.
| - Bukasa Bakangila - Jérémie Basilua - Mukoko Batezadio - Issaka Boka - Christian Luyindama - Mukoko Mayayi | - Ndaya Mbangi - Zacharie Mombo - Kabamba Mukundji - Cédrick Ngulubi - Joël Boheu - Haschou Kerrido |